# زرقف كندي
زرقف كندي أو القيق الرمادي أو القيق الكندي هو طائر قيق يَنتمي إلى فصيلة الغرابيات ويَقطن غابات التايغا في أنحاء قارة أمريكا الشمالية، وتحديداً شمال خط الأشجار وفي الغابات شبه الآلبية في جبال الروكي الواقعة جنوبَ المكسيك الجديدة وأريزونا. القيق الرمادي أو الكندي هو واحدٌ من ثلاثة أنواع يضمُّها جنس القيق الرمادي، وأما النوعان الآخران فهُما القيق السيبيري الذي يَقطن من النرويج غرباً وحتى روسيا شرقاً، والقيق السيشواني القاطن في شرق جبال التبت وشمال غرب إقليم سيشوان. وتُخزن جميع هذه الأنواع الثلاثة طعامها خلال السنة لتقات عليه لاحقاً عندما يَلزم ذلك، وتُعد طيوراً مقيمة تعيش في الغابات الصنوبرية.

## الانتشار والموطن

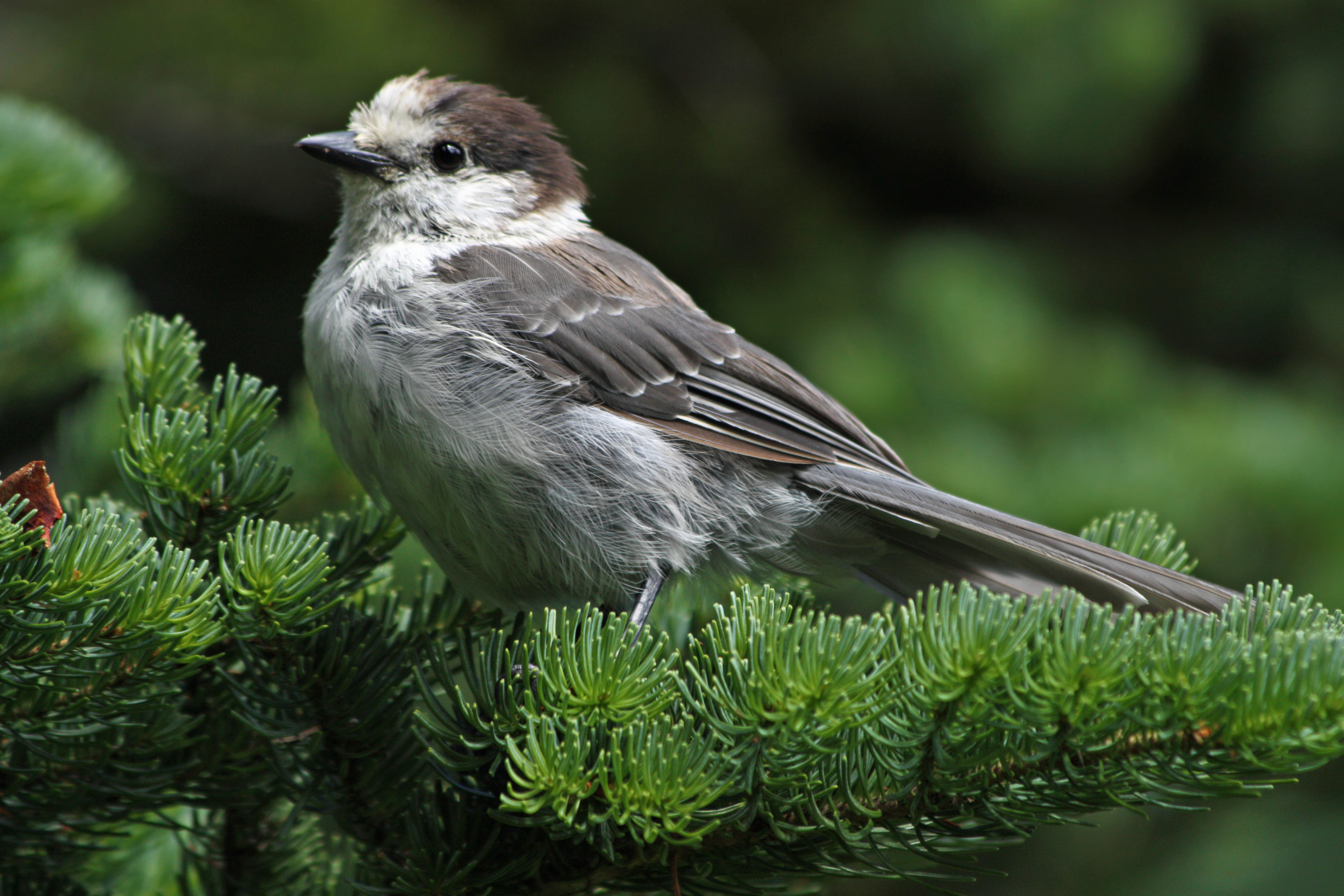
قيق رمادي في متنزه جبل رينيه الدولي

تنتشر موجموعات الجاي أو القيق الرمادي في انحاء أمريكا الشمالية, ومن شمال ألاسكا شرقا إلى نيوفاوندلاند ولابرادور، وجنوبا إلى شمال كاليفورنيا، وأيداهو، ويوتا، وشرق وسط ولاية اريزونا،و شمال وسط نيو مكسيكو، ووسط ولاية كولورادو، وجنوب غرب داكوتا الجنوبية,كما أنها توجد في المناطق الشمالية من ولايات مينيسوتا، ويسكونسن، وميشيغان، ونيويورك، ونيو إنغلاند.وقد يوجد القيق الرمادي إلى شمال من نطاق الانتشار.
في الشتاء تسافر مجموعات القيق الرمادي بشكل غير منتظم إلى شمال غرب نبراسكا، وسط مينيسوتا، جنوب شرق ويسكونسن، وسط ميشيغان، جنوب ولاية بنسلفانيا، وسط نيويورك، كونيتيكت، وماساتشوستس.
وتشير الأدلة الأحفورية إلى العثور على القيق الرمادي إلى الجنوب من تينيسي خلال العصر الجليدي المتأخر.
الغالبية العظمى من القيق الرمادي يعيش في المناطق التي يوجد فيها اعداد كبيرة من التنوب السوداء والتنوب الرمادي وتنوب انغلمان واشجار جاك الصنوبرية.
لا يعيش القيق الرمادي في البيئات الثلجية واشجار التنوب المثمرة، وبالتالي ظهر في سييرا نيفادا من ولاية كاليفورنيا حيث لا وجود للتنوب. كما لا يعيش القيق الرمادي في الارتفاعات المنخفضة من ألاسكا الساحلية أو كولومبيا البريطانية التي تهيمن عليها اشجار ستيكا التنوب. قد تكون متطلبات الموئل الرئيسية درجات حرارة باردة بما فيه الكفاية لضمان تخزين ناجح للأغذية القابلة للتلف
ويساعد لحاء النباتات على تكوين طبقة مرتبة على شكل لوحة خشبية تسمح للقيق الرمادي بفلق الطعام بسهولة، مواقع التخزين مخبأة بالطبع.ويمكن ان يساعد عملية التخزين مضاد الجراثيم وخصائص لحاء الاشجار واوراق الاشجار.